# Pentacentrus vicinus
Pentacentrus vicinus är en insektsart som beskrevs av Lucien Chopard 1930. Pentacentrus vicinus ingår i släktet Pentacentrus och familjen syrsor. Inga underarter finns listade i Catalogue of Life.